# Мурашниця гуануцька
Мурашниця гуануцька (Grallaria capitalis) — вид горобцеподібних птахів родини Grallariidae.

## Поширення
Ендемік Перу. Поширений уздовж східного схилу Анд в Уануко, Паско, Хунін та Аякучо. Його природні місця проживання — субтропічні або тропічні вологі гірські ліси та сильно деградовані колишні ліси.